# Zofia Nawrocka
Zofia Anna Nawrocka (wcześniej Michalewska) – polska okulistka, chirurg witreoretinalny (szklistkowo-siatkówkowy), profesor nauk medycznych.

## Życiorys
Dyplom lekarski uzyskała na Uniwersytecie Medycznym w Łodzi w 2005. Habilitowała się w Instytucie Centrum Zdrowia Matki Polki w Łodzi w 2012 na podstawie oceny dorobku naukowego i publikacji Nowa teoria patogenezy i leczenia niepełnościennych otworów w plamce. Tytuł naukowy profesora nauk medycznych został jej przyznany w 2017. Do końca grudnia 2017 r. pracowała jako kierownik i profesor na oddziale okulistyki w Szpitalu im. Karola Jonschera w Łodzi. Obecnie pracuje w prywatnej klinice okulistycznej „Jasne Błonia”.
Należy do Polskiego Towarzystwa Okulistycznego oraz Europejskiego Towarzystwa Szklistkowo-Siatkówkowego (EVRS). Była stypendystką szeregu organizacji i towarzystw: Amerykańskiego Towarzystwa Badań nad Wzrokiem i Okulistyką (ARVO), Niemieckiego Towarzystwa Okulistycznego oraz Fundacji na Rzecz Nauki Polskiej. 
Swoje prace publikowała w czasopismach krajowych i zagranicznych, m.in. w „Klinice Ocznej", „Retina”, „American Journal of Ophthalmology” oraz „Graefe's Archive for Clinical and Experimental Ophthalmology”. Ponadto jest recenzentem szeregu czasopism okulistycznych, m.in.: „Ophthalmology", „Eye", „Ophthalmic Surgery, Lasers and Imaging Retina", „Acta Ophthalmologica", „Indian Journal of Ophthalmology" oraz „Asia-Pacific Journal of Ophthalmology".
Wielokrotnie nagradzana, w szczególności jako współautorka okulistycznych materiałów filmowych otrzymywała: Rhett Buckler Award przyznawaną przez Amerykańskie Towarzystwo Szklistkowo-Siatkówkowe, nagrody Europejskiego Towarzystwa Szklistkowo-Siatkówkowego (EVRS), Amerykańskiej Akademii Okulistyki oraz nagrody Niemieckiego Towarzystwa Okulistycznego.